# Gobernadores de los estados de Australia
El Gobernador de Estado de un estado de Australia es el representante del rey Carlos III en cada uno de los seis estados de Australia, El gobernador ejerce en el estado las mismas funciones constitucionales que el Gobernador General de Australia en la Mancomunidad. Los gobernadores de estado no están sujetos a la autoridad del Gobernador General, sino que responden de sus actos directamente ante la reina.
Cada uno de los seis estados fue originalmente una colonia británica y el gobernador ejercía la autoridad ejecutiva sobre ella.
- El primer gobernador en la colonia de Nueva Gales del Sur, el Capitán Arthur Phillip asumió las funciones en 26 de enero de 1788, día de la fundación de la Ciudad de Sídney.
- En Australia Occidental el primer gobernador fue el Capitán James Stirling desde el 6 de febrero de 1832.
- En Australia del Sur el Capitán John Hindmarsh fue el primer gobernador a partir del 28 de diciembre de 1836.
- En Tasmania, Sir Henry Young asumió el cargo de gobernador el 8 de enero de 1855.
- En Victoria, Sir Charles Hotham fue nombrado gobernador el 22 de mayo de 1855.
- En Queensland, Sir George Bowen fuel el primer gobernador a partir del 10 de diciembre de 1859.

En 1901, al crearse la Mancomunidad de Australia, los estados insistieron en mantener su lazo con la corona. Durante la Gran depresión de la década de 1930 se cuestionó su existencia, debido sobre todo al costo para los estados de mantener esta figura, pero ningún estado intentó abolirlo. Desde la década de 1940 los gobernadores son casi todos australianos. El último gobernador británico fue Sir Rohan Delacombe, quien estuvo en el cargo hasta el 3 de junio de 1974. Desde la década de 1960 la Corona británica consulta con el premier del estado para nombrar al gobernador.
Actualmente el gobernador tiene un papel ceremonial, aunque sigue siendo la cabeza del sistema constitucional. Tiene poder para disolver el parlamento estatal, solicitar a un miembro del parlamento (generalmente a quien preside la mayoría) que forme un gobierno y se convierta en Premier del estado, etc.
A la ocasión del referendo de 1999 para decidir si Australia se convertiría en República, se discute el nuevo rol del Gobernador. Probablemente esa figura sería remplazada por un Presidente de estado con responsabilidades similares a las actuales, probablemente electo por las cámaras legislativas estatales en pleno.
- Datos: Q5589802